# Gian Vittorio Rossi
Gian Vittorio Rossi, noto anche come Giano Nicio Eritreo (Roma, 1570 – Roma, 13 novembre 1647), è stato un poeta, filologo e storico italiano.

## Biografia
Nacque da «famiglia agiata» di Roma e rimase per tutta la vita nella città natale. Studiò nel Collegio Romano dei Gesuiti, dove ebbe come maestri i dotti padri Francesco Benci, Orazio Torsellino e Girolamo Brunelli, professore di lingue greca ed ebraica, e autore di traduzioni dal greco, con i quali mantenne stretti rapporti di amicizia. Durante gli studi si distinse soprattutto per la straordinaria conoscenza della lingua latina. Si laureò in giurisprudenza alla Sapienza a soli diciannove anni di età, e nel 1603 entrò a far parte dell'Accademia degli Umoristi con il nome di Aridus. In seguito a gravi disgrazie familiari fu costretto ad esercitare la professione legale. Visse di stenti finché non venne nominato segretario del cardinale Andrea Peretti (1610). Alla morte del cardinal Peretti (1628) il Rossi si ritirò in una piccola abitazione sul Gianicolo che divenne ritrovo abituale di alcuni intellettuali suoi amici: Alessandro Tassoni, Giovanni Ciampoli, Leone Allacci, Gabriel Naudé, Fabio Chigi (il futuro papa Alessandro VII, che Rossi chiamava «Tyrrhenus»), e altri. Dalle testimonianze sul Rossi, e dall'esame delle opere che ci sono state tramandate, esce fuori l'immagine di un uomo colto, filologo attento e pensatore tollerante. L'opera principale del Rossi, la Pinacotheca, scritto dopo attenta di raccolta di materiale erudito, rappresenta il primo esempio di storia letteraria italiana, un tipo di saggistica che sarà sviluppata nel XVIII secolo dal Muratori e dal Tiraboschi.
Tutte le sue opere furono edite ad Amsterdam (con la falsa data di Colonia) fra il 1645 e il 1649 da Berthold Nihus.

## Opere

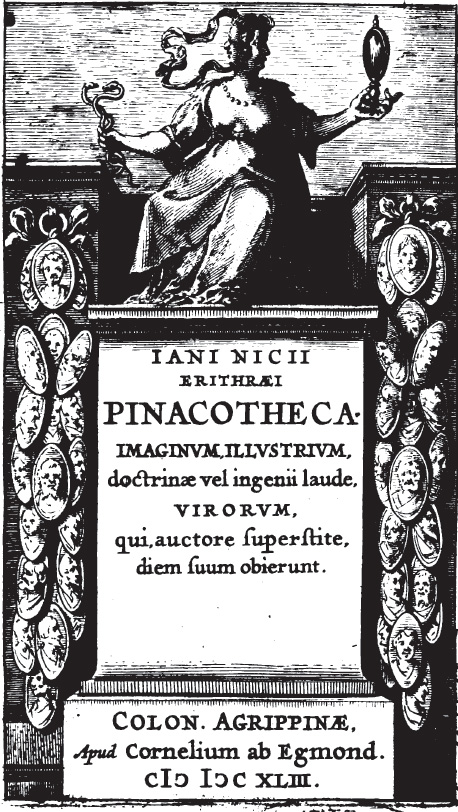
Frontespizio della Pinacotheca imaginum illustrium, Colon. Agrippinae : apud C. ab Egmond, 1643.

- Dialogi: Convivium villae Syrorum; Quid in scriptore historiae requiretur; De tolerantia malorum, Parisiis: apud Iacobum Villery, in palatio sub porticu Delphinali, 1643
- Pinacotheca imaginum illustrium, doctrinae el ingenii laude, virorum, qui, auctore superstite, diem suum obierunt, Coloniae Vbiorum: apud Iodocum Kalcovium & socios, (3 voll.) 1643-8;
- Documenta sacra: Ex Euangeliis quae dominicis per annum & nonnullis aliis festis diebus leguntur in ecclesia, Coloniae Ubiorum: apud Iodocum Kalcovium & socios, 1645
- Eudemiae libri decem, Coloniae Vbiorum i.e. Leida: apud Iodocum Kalcouium & socios, 1645
- Exempla virtutum et vitiorum, Coloniae Vbiorum, i.e. Amsterdam: apud Iodocum Kalcovium et socios, 1645
- Opuscola spiritualia tria; I. Supplex libellus ad deum & B.V. matrem. II. Paradoxa christiana. III. Sermones de quatuor nouissimis, Coloniae Vbiorum: apud Iodocum Kalcouium & socios, 1648
- Dialogi septendecim, Coloniae Vbiorum i.e. Amsterdam: apud Iodocum Kalcouium & socios, (2 voll.) 1645-1649
- Epistolae ad diversos, Coloniae Vbiorum i.e. Amsterdam: apud Iodocum Kalcovium & socios, 1645-1649
- Orationes viginti duae, Coloniae Ubiorum: apud Iodocum Kalcovivum & Socios, 1649
- Epistolae ad tyrrhenum et ad diversos notis illustratae indice necessario auctoris vita et epistola priore editione haud comprehensa auctiores ac emendatiores editae a Io. Christiano Fischero..., Coloniae ubiorum: apud Iodocum Kalcovium, 1738-17